# Eunápolis
Eunápolis is een gemeente in de Braziliaanse deelstaat Bahia. De gemeente telt 115.290 inwoners (schatting 2017).
De plaats is zetel van het rooms-katholieke bisdom Eunápolis.

## Aangrenzende gemeenten
De gemeente grenst aan Belmonte, Guaratinga, Itabela, Itagimirim, Itapebi, Porto Seguro en Santa Cruz Cabrália.

## Verkeer en vervoer
De plaats ligt aan de noord-zuidlopende weg BR-101 tussen Touros en São José do Norte. Daarnaast ligt ze aan de weg BR-367.